# Проспект (Коннектикут)
Проспект (англ. Prospect) — місто (англ. town) в США, в окрузі Нью-Гейвен штату Коннектикут. Населення — 9401 особа (2020).

## Демографія
Згідно з переписом 2010 року, у місті мешкало 9405 осіб у 3357 домогосподарствах у складі 2616 родин. Було 3474 помешкання
Расовий склад населення:
| - 95,3 % — білих - 1,9 % — чорних або афроамериканців - 0,8 % — азіатів - 0,1 % — корінних американців |

До двох чи більше рас належало 1,1 %. Частка іспаномовних становила 3,3 % від усіх жителів.
За віковим діапазоном населення розподілялося таким чином: 22,6 % — особи молодші 18 років, 62,2 % — особи у віці 18—64 років, 15,2 % — особи у віці 65 років та старші. Медіана віку мешканця становила 43,8 року. На 100 осіб жіночої статі у місті припадало 93,0 чоловіків;  на 100 жінок у віці від 18 років та старших — 92,9 чоловіків також старших 18 років.
Середній дохід на одне домашнє господарство  становив 115 385 доларів США (медіана — 102 617), а середній дохід на одну сім'ю — 126 842 долари (медіана — 112 202). Медіана доходів становила 71 778 доларів для чоловіків та 55 517 доларів для жінок. За межею бідності перебувало 3,2 % осіб, у тому числі 2,7 % дітей у віці до 18 років та 2,8 % осіб у віці 65 років та старших.
Цивільне працевлаштоване населення становило 5202 особи. Основні галузі зайнятості: освіта, охорона здоров'я та соціальна допомога — 31,8 %, виробництво — 15,1 %, роздрібна торгівля — 10,3 %, науковці, спеціалісти, менеджери — 8,7 %.